# Aa trilobulata
Aa trilobulata је врста из рода орхидеја Aa из породице Orchidaceae, која расте на подручју Боливије.